# Deutzia naseana
Deutzia naseana là một loài thực vật có hoa trong họ Tú cầu. Loài này được Nakai mô tả khoa học đầu tiên năm 1921.